# Mystère
Mystère is een show van Cirque du Soleil in regie van Franco Dragone, die permanent plaatsvindt in het Treasure Island Hotel and Casino in Las Vegas. Het is een van de elf vaste shows van Cirque du Soleil (de anderen zijn Banana Spheel, "O", KÀ, La Nouba, LOVE, Viva Elvis, Wintuk, Zaia, Zed en Zumanity). Mystère werd voor het eerst opgevoerd op 25 december 1993. Zoals vele producties van Cirque du Soleil is Mystère een mix van acrobatiek, gymnastiek, dans, opera, new age muziek en komedie.

## Geschiedenis
Het idee voor Mystère ontstond rond 1990. Oorspronkelijk was het bestemd voor Caesar's Palace en zou het een thema hebben dat te maken had met de Griekse en Romeinse mythologie. Het plan werd echter geschrapt, omdat het casino het project te riskant vond: Mystère was heel anders dan de meeste shows in Las Vegas.
Treasure Island nam de show drie jaar later wel aan. Deze kans bood nieuw creatief terrein voor het Cirque du Soleil. Mystère zou hun eerste show zijn met een eigen theater. Alle vorige shows waren succesvol geworden door te gaan toeren.
De nieuwe locatie veranderde wel wat aan het thema van de show. De nadruk werd gelegd op het ontstaan van het leven in het universum, hoewel sommige mythologische elementen intact bleven. Het thema is de inspiratie voor de kostuums, het decor en de muziek.

## Personages
De personages die voorkomen in de show:
The Spermatos and SpermatitesDit zijn kleine virusachtigen. Ze zijn het begin van het leven en ze zijn erop gebrand hun taak te vervullen.
The FirebirdThe Firebird tracht de lucht in te komen, wat haar niet lukt. Toch is ze overtuigd dat ze het kan en blijft ze proberen.
Les LaquaisThe Laquais is het voetvolk van Mystère. Hun taak is het dienen en ondersteunen van anderen, gevolgd door blijdschap.
Brian Le PetitBrian ziet er ongevaarlijk uit terwijl hij door het publiek sprint. Maar hij is eigenlijk een veroorzaker van problemen. Hij doet dingen die hij niet zou moeten doen en is altijd op het verkeerde moment op de verkeerde plaats.
Bebe Francois and BebebeOp zoek naar warmte en voedsel stellen deze baby's de primitieve mens voor: egoïstisch en hongerig.
Le Vache à LaitAls de Vache à Lait zijn oude toeter laat klinken, dan echoot er een hergeboorte. De Vache à Lait is de beschermer van de baby's en het symbool van vruchtbaarheid.
The Man in PinkDe Man in Pink is de commentator waar niemand naar luistert. Hij neemt zichzelf echter zeer serieus en kan dan ook heel boos worden als er niet naar hem geluisterd wordt.
The BelleThe Belle is het mysterie schoonheid. In Mystère zij de vleesgeworden schoonheid.
The Black WidowThe Black Widow is een bidsprinkhaan die de illusies en dromen van zijn slachtoffer verwoest. Hij is het tegenovergestelde van The Belle met haar schoonheid.
The Birds of PreyDe altijd aanwezige en onvoorspelbare Birds of Prey vliegen woest door de wereld van Mystère. Ze kunnen gracieus zijn, maar vallen aan als ze honger hebben.
The Green LizardDeze kameleon kan compleet verdwijnen. Maar zijn reptielendans laat zijn glimmende, groene huid zien.
The Double FacesThe Double Faces verschuilen zich achter maskers. Zoekende naar hun eigen identiteit, tonen ze zich zelden kwetsbaar.